# Campionati mondiali di sollevamento pesi 2021 - 55 kg maschile
Le gare di sollevamento pesi della categoria fino a 55 kg maschile — pesi mosca — dei campionati mondiali del 2021 si sono svolte il 7 dicembre 2021 a Tashkent presso l'Uzbekistan Sport Complex.

## Programma
L'orario indicato corrisponde a quello uzbeko (UTC+05:00)
| Data            | Orario | Evento   |
| --------------- | ------ | -------- |
| 7 dicembre 2021 | 14:00  | Gruppo B |
| 7 dicembre 2021 | 19:00  | Gruppo A |

## Medagliati
Per ciascun esercizio, i primi tre classificati sono i seguenti:
| Esercizio | Oro               | Oro    | Argento           | Argento | Bronzo        | Bronzo |
| --------- | ----------------- | ------ | ----------------- | ------- | ------------- | ------ |
| Strappo   | Mansour Al-Saleem | 118 kg | Arli Chontey      | 118 kg  | Muammer Şahin | 116 kg |
| Slancio   | Angel Rusev       | 144 kg | Aniq Kasdan       | 142 kg  | Arli Chontey  | 142 kg |
| Totale    | Arli Chontey      | 260 kg | Thada Somboon-uan | 256 kg  | Angel Rusev   | 254 kg |

## Record
Prima di questa competizione, i record mondiali esistenti erano i seguenti:
| Record mondiale | Strappo | Mondiale standard | 135 kg |                     | 1º novembre 2018  |
| Record mondiale | Slancio | Om Yun-chol       | 166 kg | Pattaya, Thailandia | 18 settembre 2019 |
| Record mondiale | Totale  | Om Yun-chol       | 294 kg | Pattaya, Thailandia | 18 settembre 2019 |

## Risultati
| Pos. | Atleta                     | Gr. | Peso atleta | Strappo (kg) | Strappo (kg) | Strappo (kg) | Strappo (kg) | Slancio (kg) | Slancio (kg) | Slancio (kg) | Slancio (kg) | Totale   |
| Pos. | Atleta                     | Gr. | Peso atleta | 1            | 2            | 3            | Pos.         | 1            | 2            | 3            | Pos.         | Totale   |
| ---- | -------------------------- | --- | ----------- | ------------ | ------------ | ------------ | ------------ | ------------ | ------------ | ------------ | ------------ | -------- |
|      | Arli Chontey (KAZ)         | A   | 54.90       | 113          | 116          | 118          |              | 137          | 140          | 142          |              | 260      |
|      | Thada Somboon-uan (THA)    | A   | 54.70       | 112          | 115          | 117          | 4            | 135          | 137          | 141          | 4            | 256      |
|      | Angel Rusev (BUL)          | A   | 54.90       | 106          | 110          | 112          | 7            | 140          | 144          | 147          |              | 254      |
| 4    | Josué Brachi (ESP)         | A   | 54.80       | 110          | 114          | 117          | 5            | 135          | 139          | 141          | 5            | 253      |
| 5    | Aniq Kasdan (MAS)          | A   | 54.70       | 103          | 107          | 112          | 11           | 135          | 140          | 142          |              | 249      |
| 6    | Muammer Şahin (TUR)        | A   | 54.80       | 110          | 113          | 116          |              | 123          | 127          | 130          | 12           | 243      |
| 7    | Miguel Suárez (COL)        | B   | 54.80       | 104          | 104          | 104          | 14           | 133          | 138          | 142          | 6            | 242      |
| 8    | Fernando Agad (PHI)        | B   | 54.60       | 104          | 107          | 108          | 10           | 131          | 136          | 136          | 8            | 239      |
| 9    | Satrio Adi Nugroho (INA)   | B   | 54.10       | 100          | 103          | 108          | 9            | 130          | 130          | 136          | 10           | 238      |
| 10   | Daniel Lungu (MDA)         | B   | 54.90       | 109          | 114          | 114          | 8            | 127          | 130          | 130          | 11           | 236      |
| 11   | Dmytro Voronovskyi (UKR)   | A   | 54.90       | 105          | 108          | 108          | 13           | 128          | 131          | 135          | 9            | 236      |
| 12   | Winder Sánchez (VEN)       | B   | 54.90       | 103          | 106          | 106          | 15           | 132          | 132          | 132          | 7            | 235      |
| 13   | Davis Niyoyita (UGA)       | B   | 54.60       | 90           | 95           | 100          | 16           | 120          | 125          | 125          | 13           | 220      |
| 14   | Benjamin Ochoma (KEN)      | B   | 54.10       | 55           | 60           | 60           | 17           | 75           | 80           | 85           | 14           | 135      |
| —    | Mansour Al-Saleem (KSA)    | A   | 54.30       | 115          | 118          | 120          |              | 136          | 138          | 138          | —            | —        |
| —    | Sanket Sargar (IND)        | A   | 54.60       | 107          | 111          | 113          | 6            | 139          | 139          | 140          | —            | —        |
| —    | Dilanka Isuru Kumara (SRI) | B   | 54.90       | 105          | 110          | 110          | 12           | 135          | 135          | 135          | —            | —        |
| —    | Muhammad Butt (PAK)        | A   | ritirato    | ritirato     | ritirato     | ritirato     | ritirato     | ritirato     | ritirato     | ritirato     | ritirato     | ritirato |